# Dům čp. 8 (Radim)
Venkovský dům čp. 8 stojí na katastrálním území Radim obce Brantice v okrese Bruntál. Roubený dům byl 5. listopadu 2002 Ministerstvem kultury České republiky prohlášen za kulturní památku Česka a je veden pod číslem 51098/8-4039.

## Historie
Dům byl postaven v letech 1836–1842 a přestavěn kolem roku 1871. Představuje východosudetský stavební typ, lokální jesenickou formu s trojdílnou dispozicí, dvoutraktovou, s připojeným čtvrtým a pátým dílem chléva.

## Popis
Venkovský dům je samostatně stojící částečně roubená a zděná přízemní omítaná stavba na půdorysu obdélníku. Je postavena na kamenné podezdívce a zakončena sedlovou střechou krytou vlnitým eternitem. Západní štítové průčelí je členěno čtyřmi okenními osami. Štít se širokou podlomenicí je trojúhelníkový se dvěma okny valeně zaklenutými, ve vrcholu je půlkulatý větrací otvor. Fasáda je zdobena v omítce naznačenou rustikou. Jižní okapové průčelí je šestiosé.
Dům je částečně podsklepen, sklep má valenou klenbu. Síň je zaklenuta pruskou plackou na pasech. Místnosti s plochým stropem je vpravo. Kuchyně je zaklenuta pruskou plackou stejně jako bývalý kurník (současná komora). Mezi obytnou a hospodářskou částí je úzká chodbička se segmentovou klenbou. V předním traktuje světnice a komora. Podlahy jsou prkenné a kamenné, v hospodářské části cihlové.